# Interface Region Imaging Spectrograph
IRIS (Interface Region Imaging Spectrograph) è una sonda lanciata dalla NASA il 28 giugno 2013 nell'ambito del Programma Explorer, nella cui serie è censito come Explorer 94.
Il satellite, posto su un'orbita eliosincrona, è diventato operativo il 17 luglio quando ha compiuto la propria prima luce. Ha il compito di studiare il bordo solare, in particolare la cromosfera, tramite uno spettrometro ad alta frequenza con risoluzione di 0,3 arcosecondi ed immagine riprese ogni secondo.